# Trestenshult
Trestenshults glasbruk, eller Mäster Påvels hytta i Trestenshult, före detta glasbruk vid torpet Karlstorp, omkring fyra kilometer norr om Ryd, anlades i början av 1630-talet av Karl Karlsson Gyllenhielm på hans Trestenshult, som han 1615 erhållit i förläning. Gyllenhielm lär huvudsakligen ha vistats på sitt slott Karlberg och överlät skötseln av sina småländska gods till förvaltaren Dietrich Wins. 
I december 1627 skickar Wins ett brev till Gyllenhielm, där han berättar att han med mäster Påvel rekognoscerat efter bästa platsen för att anlägga en glashytta, och funnit Trestenhult vara bästa platsen. I mars 1630 finns ett nytt brev, där hans nya fogde Johan Michelsson uppmanas, att sända till Gyllenhielm på Karlberg några järngrytor från järnbruket i Huseby och några "Conserve glatzer" från glasbruket. I januari 1630 sägs, att glasmästaren varit utrest till Tyskland för att skaffa instrument till järnbruket – men driften kan då mycket väl redan ha varit igång.  
I april 1631 utfärdades ett pass av Gyllenhielm "till en Paul Gaukunkel, vilke i hans tjänst hade å Småländska Friherrskapet ställt en Glashytta, der allehanda dryckesglas och fenster förfärdigades...". Glasmästaren hade då för avsikt att resa till Ryssland, för att anlägga en glashytta åt tsaren. Mäster Påvel återkom dock snart till Sverige och fortsatte som glasmästare i Gyllenhielms tjänst. Då valde Gyllenhielm istället, att anlägga en ny glashytta vid Midingsbåte.
Trots den korta tid som glasbruket var i drift har arkeologiska undersökningar, dels 1932 under ledning av Heribert Seitz, dels utgrävningar 1974–1975 på initiativ av Kronobergs länsmuseum, visat att produktionen vid glasbruket var riklig. Förutom stora mängder fönsterglas tillverkades även passglas, bägare, kannor, apoteksflaskor och burkar. All produktion var av typen Waldglas.